# ماتياس كامبوس لوبيز
ماتياس كامبوس لوبيز (بالإسبانية: Matías Campos López)‏ (18 أغسطس 1991 بسانتياغو في تشيلي - ) هو مدرب كرة قدم ولاعب كرة قدم تشيلي في مركز مهاجم ‏. لعب مع Deportes Temuco ‏.

## وصلات خارجية
- ماتياس كامبوس لوبيز على موقع قاعدة بيانات كرة القدم.إي يو (الإنجليزية)
- ماتياس كامبوس لوبيز على موقع Soccerway.com (الإنجليزية)
- ماتياس كامبوس لوبيز على موقع عالم كرة القدم.نت (الإنجليزية)